# 162.ª División de Infantería Turcomana
La 162º División de Infantería Turcomana era una división del Ejército alemán, activa durante la Segunda Guerra Mundial y compuesta principalmente por soldados de origen cáucasico y turcomano, reclutados entre prisioneros de guerra y los desertores del Ejército Rojo. La unidad participó en las operaciones de la campaña italiana, disolviéndose al final del conflicto.

## Historia
La división se formó el 21 de mayo de 1943, reuniendo bajo un solo comando una serie de "legiones" previamente creadas con prisioneros de guerra y desertores soviéticos: específicamente, el personal de la tropa fue provisto por la Legión Armenische, la Legión Azerbajdzansche, la Legión Georgische, de la Legión Nordkaukasische, de la Legión Turkestanische y de la Legión Wolgatatarische; Casi todos los oficiales y la mayoría de los suboficiales eran alemanes del 162º División de Infantería, unidad disuelta en enero de 1942 después de grandes pérdidas en el frente oriental.
Después de entrenar en el campo de Neuhammer, en octubre de 1943, la unidad fue enviada al norte de Italia, siendo utilizada para tareas de visión trasera; a principios de 1944 fue asignado a la defensa costera en el área de Liguria, pero en junio de 1944 fue trasladado al sector adriático del frente italiano. En agosto se enfrentó a las salas del Octavo Ejército británico en el área de Rimini, durante los eventos de la llamada "Operación Olive": la unidad ofreció un desempeño pobre en combate, tanto que el comando alemán decidió retirarlo de la línea del frente y usarlo. solo en operaciones contra partisanos italianos. Después de algunas operaciones de limpieza en Emilia en los Apeninos del Piacentino, Parmense, Reggiano y Modenese, la unidad fue trasladada nuevamente al sector tirreno, realizando operaciones en el área de La Spezia; Con la firma de la rendición de Caserta, la unidad fue entregada a las fuerzas victoriosas de los Aliados en el área de Padua.
De acuerdo con lo establecido durante la Conferencia de Yalta, las fuerzas anglo-estadounidenses devolvieron a la URSS a todos los prisioneros de guerra soviéticos, incluidos los miembros de la división 162. casi todos fueron condenados a muchos años de trabajos forzados en los gulags soviéticos.

## Orden de batalla
Unidad en 1943:
- Regimiento Infantería 303
- Regimiento Infantería 314
- Regimiento Infantería 329 (agregado en agosto de 1944)
- Divisiones-Bataillon 162
- Regimiento de Artillería 236
- Divisionseinheiten 236:
  - Pionier-Bataillon 936
  - Panzerjäger-Abteilung 236
  - Aufklärungs-Abteilung 236
  - Divisiones de Infantería-Nachrichten-Abteilung 236
  - Nachschubtruppen 936

## Comandantes
| Grado           | Comandante            | Fechas de comando                       |
| Generalmajor    | Oskar von Niedermayer | 13 de mayo de 1943 - 21 de mayo de 1944 |
| Generalleutnant | Ralph von Heygendorff | 21 de mayo de 1944 - 8 de mayo de 1945  |

## Condecorados de la división
En la 162º División de Infantería Turcomana había cuatro soldados condecorados con la Cruz de oro alemana.
| Grado           | Conscripto            | Fecha de entrega        |
| Mayor           | Konrad Bahr           | 22 de diciembre de 1944 |
| Rittmeister     | Heinz Dierker         | 6 de enero de 1945      |
| Generalleutnant | Ralph von Heygendorff | 30 de abril de 1945     |
| Hauptmann       | Horst Külken          | 7 de diciembre de 1944  |

y uno con la barra de citación en el cuadro de honor del ejército (Mayor Otto Esper, recibido el 27 de octubre de 1944).